# Guioa villosa
Guioa villosa är en kinesträdsväxtart som beskrevs av Ludwig Radlkofer. Guioa villosa ingår i släktet Guioa och familjen kinesträdsväxter. Inga underarter finns listade i Catalogue of Life.